# Pałac w Borowie
Pałac w Borowie – zabytkowy pałac wybudowany w 1864 r. w Borowie.

## Położenie
Pałac położony jest w Borowie – wsi w Polsce, w województwie dolnośląskim, w powiecie strzelińskim, siedziba gminy Borów.

## Opis
Pałac jest częścią zespołu pałacowego, w skład którego wchodzą jeszcze: pawilon z początku XIX w.;  relikty zamku z fosą z XIII–XIV w., XVII w.; ruina bramy; folwark z XIX w. oraz park z drugiej połowy XIX w.